# Язвины (Брестская область)
Язвины (бел. Язвіны) — деревня в Дрогичинском районе Брестской области Белоруссии. Входит в состав Осовецкого сельсовета. Население — 22 человека (2019).

## География
Язвины находятся в 9 км к юго-востоку от Дрогичина. Местные дороги ведут в окрестные деревни Ялочь и Гута. Деревня стоит в безлесой местности, вокруг находится развитая сеть мелиоративных каналов со стоком в Днепровско-Бугский канал. Ближайшая ж/д станция в селе Липники (линия Брест — Пинск).

## Достопримечательность
- Руины католического храма Святого Духа. Находится в 1,5 км к северу от деревни. Построен в 1750 году. Включён в Государственный список историко-культурных ценностей Республики Беларусь[3][4]  Историко-культурная ценность Республики Беларусь, шифр 112Г000224